# Маркевич Онисим Миронович
Они́сим Миро́нович Марке́́вич (1893, місто Єлисаветград, тепер Кропивницький — розстріляний 5 січня 1938, Нова Ухтарка, Архангельська область, тепер Російська Федерація) — радянський діяч, агроном, організатор та директор першої в СРСР машинно-тракторної станції. Член ВУЦВК.

## Життєпис
У 1914 році закінчив Одеський сільськогосподарський інститут.
Учасник громадянської війни в Росії. Член РКП(б) з 1921 року.
У 1920-х роках працював заступником голови «Укррадгоспоб'єднання» в Харкові. Ініціював створення в 1928 році першої в СРСР машинно-тракторної станції (МТС) у радгоспі імені Тараса Шевченка Березівського району (нині Одеської області) на базі тракторної колони, організованої в 1927 році в складі 10 тракторів. Став першим директором Шевченківської МТС, розробив засади спільного користування машинами в сільському господарстві.
У 1929 році переведений до Москви, де працював заступником народного комісара землеробства СРСР та заступником голови правління «Трактороцентру». Від 1931 року — голова правління Всесоюзного центру МТС («Трактороцентру»). Статтю Маркевича про першу МТС використав Йосип Сталін у виступі на 15-му з'їзді ВКП(б) для пропаганди нової форми технічного обслуговування сільського господарства, а праця Маркевича «Межселенские машинно-тракторные станции» (3-е изд., Москва, 1929) стала настільною книгою директорів перших МТС.
26 лютого 1933 року заарештований у т. зв. справі «Трактороцентру», 14 серпня 1933 року за звинуваченням у контрреволюційній діяльності засуджений до 10 років виправно-трудових таборів. Покарання відбував у «Бамлазі» (тепер місто Свободний Амурської області Російської Федерації). Перебуваючи в таборі, в 1934 році адресував вищому керівництву СРСР заяву, в якій звернув їхню увагу на помилкові методи ведення слідства, внаслідок чого його та низку інших спеціалістів (усього 35 осіб) безпідставно засудили. У вересні 1934 року Маркевича етаповано до Москви, для розгляду його справи створено спеціальну комісію. 15 вересня 1934 року спеціальна комісія під керівництвом Валеріана Куйбишева рекомендувала переглянути справу Маркевича, однак після вбивства Сергія Кірова роботу комісії згорнули. На новий лист Маркевича від 7 січня 1935 Йосип Сталін наклав резолюцію «повернути в табір», Онисима Маркевича відправлено в «Ухтпечлаг» (Комі АРСР). 18 грудня 1937 року знову заарештований органами НКВС і за вироком особливої трійки УНКВС по Архангельській області розстріляний 5 січня 1938 року в Новій Ухтарці.
Посмертно реабілітований 12 березня 1957 року.

## Нагороди
- орден Леніна (1930, вручено 3.07.1931)
- медалі